# القيادة والتحكم النووي
القيادة والتحكم النووي (NC2) هي قيادة ومراقبة الأسلحة النووية وهي الأنشطة والعمليات والإجراءات التي يقوم بها القادة العسكريون وموظفو الدعم المناسبين الذين يسمحون من خلال التسلسل القيادي باتخاذ قرارات على مستوى رفيع بشأن الاسلحة.

## الولايات المتحدة
في الولايات المتحدة يتم نقل قرارات القيادة إلى القوات النووية من خلال نظام قيادة وتحكم نووي معقد. حيث يقوم رئيس الولايات المتحدة مع وسائل الإذن باستخدام الأسلحة النووية في أزمة ومنع الاستخدام غير المصرح به من اجل ضمان الاستقرار في الأزمة وردع الهجمات ضد الولايات المتحدة وحلفائها والحفاظ على سلامة وأمن وفعالية الرادع النووي الأمريكي.